# هات (آلبانی)
هات (به لاتین: Hot) یک روستا در آلبانی است که در استان مالسی-ا-ماده واقع شده‌است. هات ۱٬۴۷۳ نفر جمعیت دارد.